# Due notti con Cleopatra
Due notti con Cleopatra è un film commedia del 1954 diretto da Mario Mattoli.

## Trama

Sophia Loren (Cleopatra)

31 a.C.. Cesarino, soldato romano, arriva ad Alessandria d'Egitto per prestare servizio nell'esercito personale della regina egiziana Cleopatra: ella è una donna bellissima, capace di ammaliare chiunque, ma soprattutto molto intelligente e abile nella politica; è inoltre la sposa di Marco Antonio ma spesso, quando questi torna a Roma, la donna preferisce trascorrere la notte con uno dei suoi soldati che farà uccidere il giorno dopo con il veleno.
Quando Marco Antonio giunge nuovamente ad Alessandria per combattere una guerra, Cleopatra lo va a trovare di nascosto facendosi sostituire da Nisca, una fanciulla che le somiglia come una goccia d'acqua, ma bionda.
Il caso vuole che proprio la sera in cui Cleopatra venga sostituita, Cesarino faccia da guardia alla sua sostituta. Inconsapevole dello scambio, Cesarino trascorre la notte con la ragazza che si dimostra molto fragile e triste.

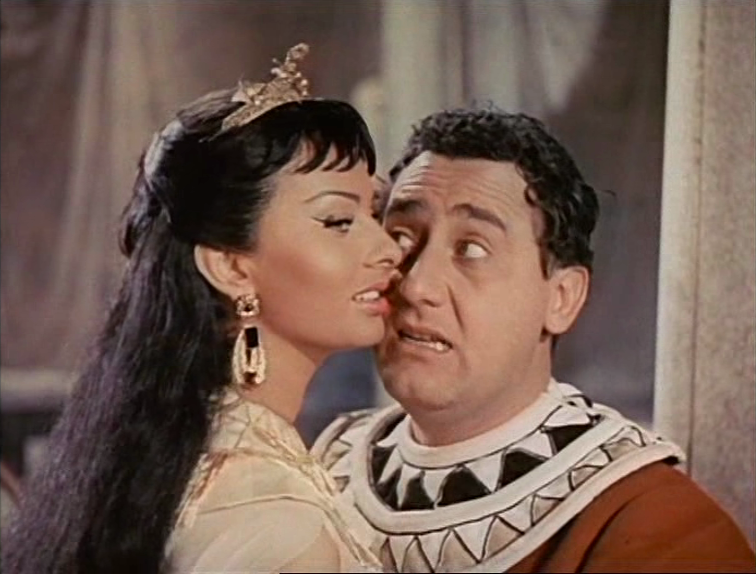
Sophia Loren (Nisca) e Alberto Sordi

La sera successiva Cesarino viene arrestato per aver tentato di fare del male a Cleopatra (quella vera), quando in realtà l'uomo voleva solo salutarla. Incuriosita dal fatto che Cesarino porta un anello uguale al suo, Cleopatra lo fa liberare e gli fa trascorrere la notte con lui, avvertendolo che il giorno dopo morirà.
Cesarino, però, riesce ad ubriacare la regina e a liberare Nisca, rinchiusa in carcere.

## Produzione

### Riprese
Nonostante l'ambientazione della storia sia Alessandria d'Egitto, il film venne totalmente girato negli studi Pontina-De Laurentiis, a Roma.

## Distribuzione
Il film uscì per la prima volta nelle sale cinematografiche italiane il 4 febbraio del 1954.

## Accoglienza

### Critica[2]
(Leo Pestelli)
Sul sito web Imdb il pubblico intervistato ha assegnato mediamente al film un voto di 4.7 su 10.